# Charlie Says
Charlie Says (původně oznámeno jako The Family) je americký hraný film režisérky Mary Harronové. Pojednává o vraždách „Rodiny“ Charlese Mansona, přičemž vyprávěn je z pohledu studentky Karlene Faith. Scénář napsala Guinevere Turner podle dvou knih – The Family od Eda Sanderse a The Long Prison Journey of Leslie van Houten: Life Beyond the Cult od Karlene Faith. Uveden byl na Benátském filmovém festivalu dne 2. září 2018.

## Produkce
Snímek byl oznámen v lednu 2016. Natáčení bylo původně naplánováno na léto 2016 v okolí Los Angeles. Později však bylo odloženo. V lednu 2018 bylo oznámeno, že se ohledně role Mansona jedná s Mattem Smithem, zatímco v dalších rolích by se měly poředstavit Hannah Murrayová a Marianne Rendón. V té době bylo rovněž uvedeno, že produkce snímu začne v březnu 2018. V únoru bylo oficiálně oznámeno, že Matt Smith bude skutečně hrát roli Mansona. Kromě toho, že byla oficiálně potvrzena také účast Murrayové a Rendónové, bylo také oznámeno, že se ve filmu představí Odessa Young, Carla Guginová, Kaylie Carter a Merritt Wever. Zároveň bylo uvedeno, že se film nakonec bude jmenovat Charlie Says.

## Obsazení
| Carla Guginová      | Virginia Carlson         |
| Matt Smith          | Charles Manson           |
| Merritt Wever       | Karlene Faith            |
| Suki Waterhouse     | Mary Brunner             |
| Hannah Murrayová    | Leslie Van Houten        |
| Kayli Carter        | Lynette „Squeaky“ Fromme |
| Odessa Young        | Patricia Krenwinkel      |
| Marianne Rendón     | Susan Atkinsová          |
| India Ennenga       | Linda Kasabian           |
| Chace Crawford      | Tex Watson               |
| James Trevena-Brown | Dennis Wilson            |
| Cameron Gellman     | Bobby Beausoleil         |
| Jackie Joyner       | Rosemary LaBianca        |
| Bryan Adrian        | Terry Melcher            |